# گژگوش سختینا
گِژِگوشْ یولیوس سختینا (لهستانی: Grzegorz Schetyna؛ ‏ تلفظ لهستانی: [ˈɡʐɛɡɔʂ sxɛˈtɨna] ()؛ ‏زادهٔ ۱۸ فوریه ۱۹۶۳) سیاستمدار لهستانی است که از ۲۶ ژانویه ۲۰۱۶ تا ۲۵ ژانویه ۲۰۲۰ رهبر حزب «خط مشی مدنی» و رهبر اپوزیسیون بوده است.

## اوایل حرفه
در اوایل دهه ۱۹۹۰، سختینا یک پخش کننده تجاری را تأسیس کرد و در سال ۱۹۹۴–۱۹۹۷ ریاست تیم بسکتبالی را بر عهده داشت.

## حرفه سیاسی

### آغازهای اولیه
در اواخر دهه ۱۹۸۰، سختینا ریاست شعبه اتحادیه دانشجویان مستقل دانشگاه وروتسلاو، شاخه دانشجویی جنبش اتحادیه کارگری Solidarność (همبستگی) را بر عهده داشت، قبل از اینکه یک سری پست در کنگره لیبرال-دمکراتیک و سپس در کنگره داشته باشد. حزب اتحادیه آزادی در دهه ۱۹۹۰، همراه با دونالد توسک و چند چهره کلیدی دیگر در سیاست لهستان. هنگامی که تاسک در سال ۲۰۰۱ پلتفرم مدنی را تأسیس کرد، سختینا دبیرکل شد.
وی برای اولین بار به عنوان نامزد اتحادیه آزادی در انتخابات سراسری در ۲۱ سپتامبر ۱۹۹۷ پس از دریافت ۱۳ ۰۱۳ (۳٬۱۷٪) در ۵۰ ناحیه وروتسواف به سیم انتخاب شد. پس از انتخابات پارلمانی ۲۰۰۷، او به عنوان معاون نخست‌وزیر و وزیر امور داخلی و اداری در زمان نخست‌وزیری دونالد تاسک فعالیت کرد. او به عنوان وزیر کشور از نوسازی جاده‌های استانی در لهستان دفاع کرد. در یک تغییر کابینه در سال ۲۰۰۹، او به‌طور ناگهانی دولت را در میان تنش بین جناح خود در حزب حاکم پلتفرم مدنی و تاسک ترک کرد.

### مارشال سیم
پس از پیروزی برونیسلاو کوموروفسکی در انتخابات ریاست جمهوری ۲۰۱۰، سختینا به عنوان نامزد پلتفرم مدنی برای جانشینی رئیس‌جمهور منتخب به عنوان مارشال سیم نامزد شد.
در ۸ ژوئیه او به عنوان مارشال سیم انتخاب شد و به این ترتیب پست رئیس‌جمهور موقت لهستان را به عهده گرفت. سختینا تا زمان تحلیف کوموروفسکی در ۶ اوت ۲۰۱۰ به عنوان رئیس موقت دولت خدمت کرد
.

### کمیته امور خارجه سیم
بین سال‌های ۲۰۱۱ تا ۲۰۱۴، سختینا به عنوان رئیس کمیته روابط خارجی خدمت کرد. اندکی پس از همه‌پرسی وضعیت کریمه که در ۱۶ مارس ۲۰۱۴ برگزار شد، او و همتایانش از پارلمان‌های مثلث وایمار ز فرانسه و نوربرت روتگن از آلمان - از کیف بازدید کردند تا حمایت قاطع کشورهای خود را از تمامیت ارضی و تمامیت ارضی ابراز کنند. ادغام اروپایی اوکراین این اولین بار بود که نمایندگان پارلمان مثلث وایمار تا به حال سفر مشترکی به کشور ثالث داشتند.
در طول هفت سال قدرت تاسک، سختینا چندین بار تلاش کرد تا او را به چالش بکشد اما کنار گذاشته شد. تا سال ۲۰۱۴، رسانه‌های خبری از افزایش رقابت و تنش بین او و تاسک خبر دادند.

### وزیر امور خارجه
زمانی که توسک در سپتامبر ۲۰۱۴ از سمت خود کنار رفت و رئیس شورای اروپا شد، سختینا اعلام کرد که برای رهبری پلتفرم مدنی نامزد خواهد شد. این به‌طور گسترده به عنوان یک چالش مستقیم برای نخست‌وزیر آینده، ایوا کوپاجز تلقی می‌شد، زیرا طبق سنت، نخست‌وزیر همچنین رهبر حزب است.
بنابراین، به دلایل سیاسی داخلی، کوپاکز تصمیم گرفت وزیر امور خارجه رادوسلاو سیکورسکی را با سختینا جایگزین کند. برخلاف سلف خود در این شغل، سختینا در آن زمان در خارج از لهستان ناشناخته بود. کوپاچ به محض شروع به کار به او دستور داد سیاست خارجی لهستان را فوراً بازنویسی کرده و به پارلمان ارائه کند.
در فوریه ۲۰۱۵، سختینا اعلام کرد که لهستان اولین کشوری خواهد بود که به دلیل شرکت در برنامه مخفیانه استرداد محرمانه آژانس اطلاعات مرکزی ایالات متحده، پس از اینکه مشخص شد میزبان یک مرکز مورد استفاده برای استرداد غیرقانونی و بازجویی بوده است، خسارت پرداخت خواهد کرد. با انجام این کار، لهستان از حکم دادگاه اروپایی حقوق بشر پیروی کرد که این کشور را به پرداخت دستمزد زندانیان سابق عبدالرحیم النشیری و ابوزبیده محکوم کرد.
در سپتامبر ۲۰۱۵، اسکتینا سفیر روسیه در لهستان، سرگئی آندریف را احضار کرد، پس از آن که سفیر در مصاحبه‌ای که توسط تلویزیون خصوصی TVN24 پخش شد، گفت که لهستان تا حدی مسئول حمله آلمان نازی در سال ۱۹۳۹ است زیرا بارها از تشکیل ائتلافی علیه آلمان جلوگیری کرده است. برلین در آستانه درگیری.

### رهبر پلتفرم مدنی
به عنوان رئیس پلتفرم مدنی، سختینا و سایر قانونگذاران حزب از اواسط دسامبر ۲۰۱۶ و اواسط ژانویه ۲۰۱۷ سالن اصلی پارلمان را به دلیل برنامه‌های حزب حاکم PiS برای محدود کردن دسترسی به رسانه‌ها و رای‌گیری در مورد بودجه که به گفته پلتفرم مدنی برگزار شد، اشغال کردند. به صورت غیرقانونی او همچنین رهبری کمپین این حزب را برای انتخابات پارلمان اروپا در سال ۲۰۱۹ با هشدار داد که حزب حاکم PiS که از اتحادیه اروپا بدبین است، در نهایت می‌تواند کشور را از اتحادیه اروپا خارج کند.
پیش از انتخابات ملی سال ۲۰۱۹، سختینا حرکت حزب خود را برای پیوستن به دو گروه کوچک لیبرال رهبری کرد و مالگورزاتا کیداوا-بلونسکا را به عنوان نامزد خود برای نخست‌وزیری معرفی کرد.
در ژانویه ۲۰۲۰، سختینا اعلام کرد که در انتخابات رهبری پلتفرم مدنی ۲۰۲۰ شرکت نخواهد کرد و توماس سیمونیاک را تأیید کرد. در ۲۵ ژانویه ۲۰۲۰ جانشین او، بوریس بودکا ، انتخاب شد.

## پیوند به ویکی‌های دیگر
- مشارکت‌کنندگان ویکی‌پدیا. «Grzegorz Schetyna». در دانشنامهٔ ویکی‌پدیای انگلیسی، بازبینی‌شده در ۱۲ ژانویهٔ ۲۰۲۵.